# Jamie Noble
James Gibson (Wyoming County (West Virginia), 23 december 1976), beter bekend als Jamie Noble, is een Amerikaans gepensioneerd professioneel worstelaar die bekend was in de World Wrestling Entertainment (WWE).

## In het worstelen
- Finishers en signature moves
  - Cross armbar
  - Fireman's carry double knee gutbuster
  - Kneeling belly to belly piledriver
  - Paydirt
  - Tiger driver
  - Trailer Hitch
  - Cannonball senton
  - Diving leg drop
  - Leg lariat
  - Meerdere suplex variaties
    - German
    - Northern lights
    - Super

  - Seated chinlock
  - Snap scoop powerslam pin
  - Swinging neckbreaker

- Managers
  - Leia Meow
  - Nidia
  - Layla

- Bijnamen
  - "The Redneck Messiah"
  - "The Pit Bull"
  - Jamie "By God" Noble

## Prestaties
- Heartland Wrestling Association
  - HWA Cruiserweight Championship (1 keer)

- Independent Professional Wrestling (Florida versie)
  - IPW Light Heavyweight Championship (1 keer)

- Ring of Honor
  - ROH World Championship (1 keer)

- World Wrestling Entertainment
  - WWE Cruiserweight Championship (1 keer)

- Andere titels
  - CCW Cruiserweight Championship (1 keer)